# Референдум в Швейцарии по вооружённым силам (1907)
Референдумы в Швейцарии по вооружённым силам проходил 3 ноября 1907 года. Избирателей спрашивали одобряют ли они реорганизацию Швейцарских вооружённых сил. Предложение было одобрено 55,2% голосов.

## Избирательная система
Референдум был факультативными и требовал для одобрения лишь большинство голосов избирателей.

## Результаты
| Выбор                                | Голосов | %    |
| ------------------------------------ | ------- | ---- |
| За                                   | 329 953 | 55,2 |
| Против                               | 267 605 | 44,8 |
| Пустых бюллетеней                    | 3 566   | –    |
| Недействительных бюллетеней          | 2 807   | –    |
| Всего                                | 603 931 | 100  |
| Зарегистрированных избирателей/ Явка | 803 916 | 74,7 |
| Источник: Nohlen & Stöver            |         |      |